# Lachnus yunlongensis
Lachnus yunlongensis är en insektsart. Lachnus yunlongensis ingår i släktet Lachnus och familjen långrörsbladlöss. Inga underarter finns listade i Catalogue of Life.